# دين ويد
دين جاكسون ويد ولد يوم20 نوفمبر, 1996 وهو لاعب كرة سلة أمريكي محترف لفريق كليفلاند كافالييرز التابع للاتحاد الوطني لكرة السلة (الدوري الاميركي للمحترفين). لعب كرة سلة جامعية لفريق ولاية كانساس القطط البرية .

## وقت مبكر من الحياة
ولد وايد في ويتشيتا بولاية كانساس لأبوين جاي و تريش واد. عاش في إنمان، كانساس لفترة وجيزة قبل أن ينتقل إلى سانت جون في سن مبكرة. تعمل والدته مدربة سباقات المضمار والكرة الطائرة التابعة لمدرسة سانت جون الثانوية في سانت جون، كانساس ، حيث قادت فريق الكرة الطائرة إلى ثلاث بطولات على مستوى الولاية. كان والده لفترة وجيزة عضوًا في فريق كرة القدم في جامعة ولاية كانساس .

## مهنة المدرسة الثانوية
لعب وايد أربع سنوات من كرة السلة في الجامعة في مدرسة سانت جون الثانوية في سانت جون، كانساس ، وحصل على مرتبة الشرف على مستوى الولاية لعدة مواسم وفاز بثلاث بطولات للولاية.بصفته أحد كبار السن، تم تسميته موكب جميع الأمريكيين ، إلى جانب 29 لاعبًا آخر في فصله. تم اختياره أيضًا ليكون السيد كانساس لكرة السلة من قبل اتحاد مدربي كرة السلة في كانساس (KBCA).

## مهنة الكلية
تم تعيين ويد في فريقBig 12 الوافد الجديد في ختام موسمه الجديد في ولاية كانساس . عندما كان طالبًا في السنة الثانية، بلغ متوسطه 9.3 نقطة و4.5 كرات مرتدة و1.8 تمريرة حاسمة في كل مباراة. بعد موسم الناشئين المتميز، حصل وايد على أوسمة الفريق الأول من فئة All-Big 12. بلغ متوسط وايد 16.2 نقطة و 6.2 كرات مرتدة في المباراة الواحدة عندما كان صغيراً . بصفته أحد كبار السن، بلغ متوسط وايد 12.9 نقطة و6.2 كرات مرتدة للفريق في كل مباراة وتم اختياره للفريق الأول All-Big 12. تم قطع موسمه بسبب إصابة في القدم.